# Melasmothrix naso
Melasmothrix naso é uma espécie de roedor da família Muridae. É a única espécie do género Melasmothrix.
Apenas pode ser encontrada na Indonésia.